# Філіпп Сандлер
Філіпп Сандлер (нід. Philippe Sandler, нар. 10 лютого 1997, Амстердам) — нідерландський футболіст, захисник клубу «Неймеген».
Виступав, зокрема, за клуб «Зволле».

## Ігрова кар'єра
Народився 10 лютого 1997 року в місті Амстердам. Вихованець футбольної школи клубу «Аякс».
У дорослому футболі дебютував 2016 року виступами за команду клубу «Зволле», в якій провів два сезони, взявши участь у 30 матчах чемпіонату. 
До складу клубу «Манчестер Сіті» приєднався 2018 року. У першому сезоні зіграв два матчі в кубкових турнірах: дебютував 6 січня 2019, вийшовши на заміну в матчі кубка Англії проти «Ротергем Юнайтед», а 23 січня вперше відіграв повний матч — в матчі-відповіді кубка Футбольної ліги проти «Бертон Альбіон».
У сезоні 2019/20 виступає на правах оренди за бельгійський «Андерлехт».

## Статистика виступів

### Статистика клубних виступів
| Сезон              | Команда            | Чемпіонат          | Чемпіонат | Чемпіонат | Національний кубок | Національний кубок | Національний кубок | Континентальні кубки | Континентальні кубки | Континентальні кубки | Інші змагання | Інші змагання | Інші змагання | Усього | Усього | Усього |
| Сезон              | Команда            | Ліга               | Ігор      | Голів     | Ліга               | Ігор               | Голів              | Ліга                 | Ігор                 | Голів                | Ліга          | Ігор          | Голів         | Ігор   | Голів  |        |
| ------------------ | ------------------ | ------------------ | --------- | --------- | ------------------ | ------------------ | ------------------ | -------------------- | -------------------- | -------------------- | ------------- | ------------- | ------------- | ------ | ------ | ------ |
| 2016–17            | «Зволле»           | ЧН                 | 7         | 0         | КН                 | 0                  | 0                  |                      | -                    | -                    |               | -             | -             | 7      | 0      |        |
| 2017–18            | «Зволле»           | ЧН                 | 23        | 0         | КН                 | 3                  | 1                  |                      | -                    | -                    |               | -             | -             | 26     | 1      |        |
| Усього за «Зволле» | Усього за «Зволле» | Усього за «Зволле» | 30        | 0         |                    | 3                  | 1                  |                      | -                    | -                    |               | -             | -             | 33     | 1      |        |
| 2018–19            | «Манчестер Сіті»   | ПЛ                 | 0         | 0         | КА+КЛ              | 1+1                | 0                  | ЛЧ                   | —                    | —                    | СА            | —             | —             | 2      | 0      |        |
| Усього за кар'єру  | Усього за кар'єру  | Усього за кар'єру  | 30        | 0         |                    | 5                  | 1                  |                      | -                    | -                    |               | -             | -             | 35     | 1      |        |

## Досягнення
- Володар Кубка Ліги (2):

«Манчестер Сіті»: 2018-19, 2020-21
- Володар Кубка Англії (1):

«Манчестер Сіті»: 2018-19
- Чемпіон Англії (1):

«Манчестер Сіті»: 2020-21